# Українська опера

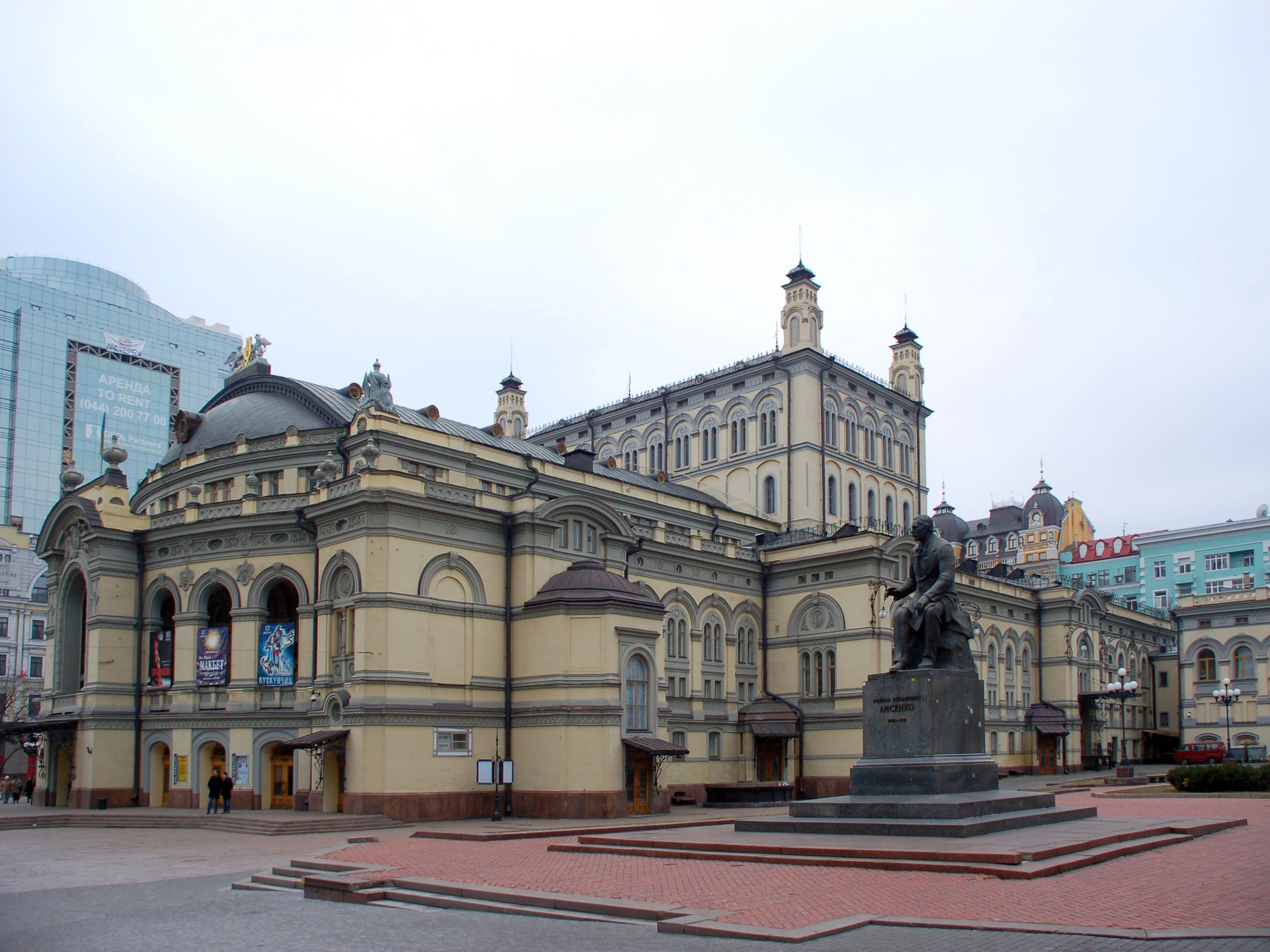
Національна опера України ім. Тараса Шевченка, на передньому плані — пам'ятник основоположнику української опери Миколі Лисенку

Українська опера як самостійна національна опера виникла в останній третині XIX століття, спираючись на традиції європейського та народного музичного театру. Основоположником жанру вважається Микола Лисенко, який систематично працював в цьому жанрі.
Першою оперою українського композитора була «Демофонт» Максима Березовського на лібрето італійською мовою, прем'єра якої відбулася у 1773 р.
Розвиток української опери інтенсифікувався після створення перших професійних оперних театрів у 1920 роки, але з 1930 і до розпаду СРСР відбувався в умовах домінування соціалістичного реалізму як офіційного радянського дискурсу.
Сьогодні оперними сценами України є оперні театри Національна опера ім. Т. Шевченка у Києві, Харкові, Одесі, Львові, Донецьку і Дніпро. Опери ставляться в оперних студіях при консерваторіях цих міст. Крім того, опери можуть ставитися в музичних та музично-драматичних театрах інших великих міст України.

## Проникнення опери в Україну

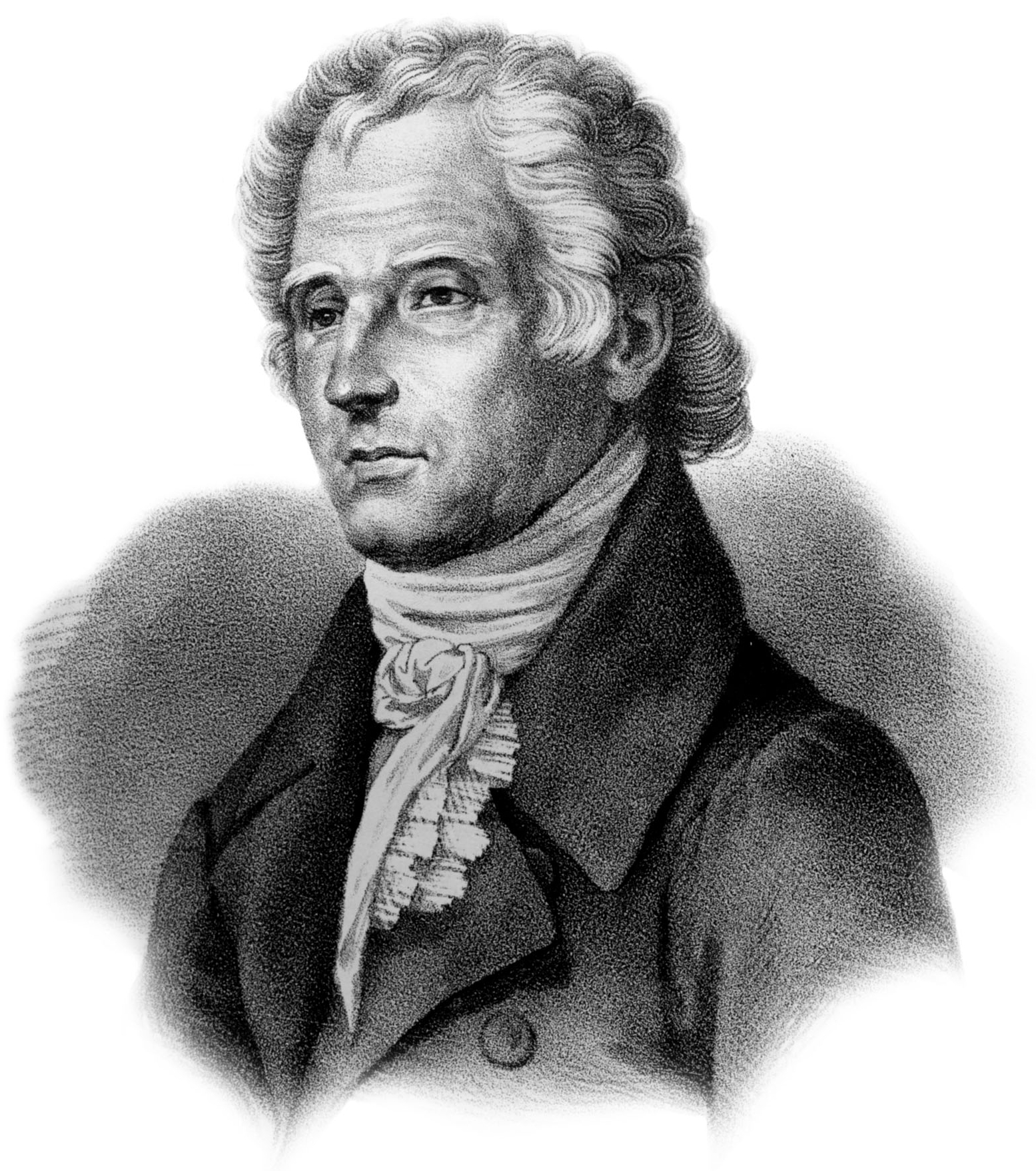
Дмитро Бортнянський

Опера з'явилася на території сучасної України у XVIII ст. Це були італійські та французькі опери, які ставилися в маєтках багатої шляхти. Першою відомою оперою українського автора є «Демофонт» Максима Березовського, типова італійська opera seria на лібрето П'єтра Метастазіо, її прем'єра відбулася 1773 року в Ліворно.
У другій половині XVIII ст. також Дмитро Бортнянський написав три опери на італійські та три опери на французькі лібрето.
Перший державний театр на теренах сучасної України було відкрито у Львові, центрі Галичини, що входила тоді до складу монархії Габсбургів (1772). З 1774 року тут ставили німецькі опери (до 1872), а з 1780 i польські (до 1939). Особливою славою львівський театр втішався у 1873—1900 роках, коли на посаді другого, а потім першого капельмейстера працював Генрик Ярецький. 1874—1875 і 1878—1879 тут співав український баритон Гілярій Дилінський.

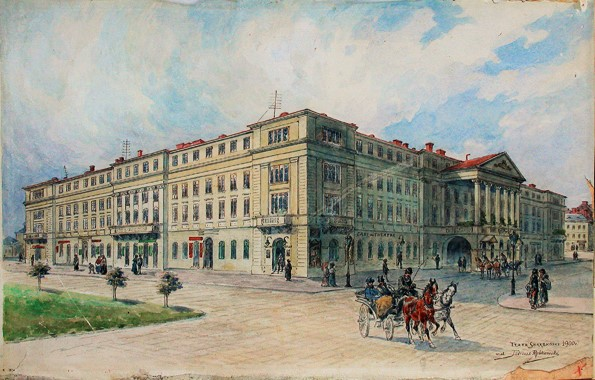
Будівля театру Скарбека у Львові, 1900 р.

На поневолених російською імперією теренах України перші театри були відкрито у Харкові в 1780 році. У Києві оперні вистави ставлять з 1803 року, а 1810 було побудовано й оперний театр в Одесі (російське оперне товариство тут виникло роком раніше). Початково театри на теренах України не мали власних артистів, натомість приймали іноземних гастролерів, переважно італійські оперні трупи. Важливим центром італійської та французької опери стала Одеса, завдяки важливому міжнародному значенню як торговельного центру. Внесок до італійського репертуару зробили і місцеві композитори (Alexander Katakuzenos: Antonio Foscarini 1860, Jurjevič: Marino Faliero  a Pietro di Calabria). і до початку XX століття репертуар обмежувався італійським репертуаром.
Натомість для заснування у містах постійних театрів до останньої третини XIX століття бракувало умов, і насамперед — кваліфікованих кадрів, в той час як шляхта до скасування кріпосного права у 1861 році могла дозволити собі утримувати оркестри й акторські трупи з кріпаків. І лише після скасування кріпосного права, звільнені музиканти отримали можливість працювати в театрах, першим з яких на українських теренах Російської імперії став Київський (після театрів у Петрограді і Москві. 27 жовтня 1867 року тут було поставлено оперу «Аскольдова могила» Олексія Верстовського, оркестранти були найняті переважно із числа розпущеного невільницького оркестру графа Петра Лопухіна (1788—1873), тоді як співаків привіз підприємець Фердинанд Бергер з Санкт-Петербурга. З 1874 року опери російською мовою ставили і в Харкові, де організацією справи займався Олександр Раппорт. 1886 року харківський театр занепав, але був відновлений 1890 року. У Тут диригентом працював Вацлав Сук, який презентував і власну оперу Lesův pán (1892). В Одесі російські опери почали ставити в 1873 році, і до 1910 року італійську було витіснено. Після пожежі у 1883, театр було відновлено в 1887 році. репертуар усіх трьох театрів орієнтувався на царську оперу в Петрограді (Марінський театр) і Москві (Великий театр), і лише свої твори могли представити місцеві музиканти, втім жоден з них не проявив яскравої індивідуальності. На рубежі XIX—XX століть тут ставились і вистави українською мовою, але переважно в міжсезоння, коли приміщення винаймали українські театральні товариства.
З 1877 року німецькомовний професійний театр працював у Чернівцях, спочатку під опікою міста, а з 1884 року під опікою місцевої театральної команди. Розквіт опери (і музичного життя в цілому) в Чернівцях пов'язаний з ім'ям композитора Войтєха Гржімали, який ставив тут і власні опери чеської мовою Zakletý princ і Švanda dudák.
До української тематики звертались російські композитори, серед яких Римський-Корсаков (Ніч перед Різдвом, Травнева ніч) Чайковський (Мазепа і Черевички) i Бородін (Князь Ігор). В українських колах ці опери однак сприймалися неоднозначно, бо лише віддалено передавали український дух.

## Національні корені української опери
На відміну від багатьох інших національних оперних шкіл — виразна опора на народну традицію, як в музичному, так і драматургійному аспектах.

### Шкільна драма
Від початку XVII століття на теренах України з'являється шкільна драма, витоки якої пов'язані з єзуїтською моделлю, опосередкованих польською католицькою культурою і надбанням православних інституцій, зокрема Києво-Могилянської академії.
Студенти шкіл розігрували драми на Різдво та Великдень (містерія), а також містерії (із життя святих), мораліте (алегорична повчальна драма) та історичні драми. Від початку вони мали виразну музичну (вокальну й інструментальну) та танцювальну складові . Шкільна драма розігрувалася на двох рівнях: серйозні акти розігрувалися на верхньому рівні, а персонажі послуговувалися іноземними мовами — церковнослов'янською, польською, російською або латинською, а між серйозними актами на нижньому рівні розігрували інтермедію, персонажами яких були прості люди. й послуговувались вони місцевою мовою. У виставах використовувалася різна музика, нерідко народна або близька до народної.

### Вертеп
Також з 17 століття на теренах України закладено традицію народного театру, що отримав назву вертеп. Його драматургія подібна до шкільних драм: має дві частини — релігійну (найбільше обігрують Різдво), і світську, які символічно розведені на дві рівні сцени. Вертеп досягає особливого розвитку після 1765 року, коли шкільні драми в Києво-Могилянській академії заборонили. Це популярне лялькове дійство супроводжувалось живою музикою. Існував також і так званий «живий вертеп», в якому замість ляльок грали звичайні актори. Крім того, вертеп відрізнявся більшою деталізованістю «земної» частини, викристалізовувались типові персонажі та ситуації, сповнені гумору. Головним персонажем міг бути хоробрий запорізький козак, також виступав дідусь і сварлива баба, красуня Дарина Іванівна, легковажна шинкарка Хвеся, гедоністичний дяк, та решта персонажів, що уособлюють інші національності: москалів, мадярів, поляків, циган або жидів. Ці сценки нерідко включали народні обряди або ігри, й містили народні пісні й танці.

### Міщанський водевіль
Важливу роль у становленні українського театру відіграв Іван Петрович Котляревський. Будучи вже автором першого зразку українського сатиричного епосу — поеми Енеїда, 1819 року він написав для Полтавського народного театру дві комедії — «Наталка Полтавка» і Москаль-чарівник, 1819. Ці п'єси, дія яких відбувається в українській сільській місцевості, мають форму водевілю, містять пісні і хори, чиї наспіви Котляревський частково написав сам, але здебільшого скористався відомими міськими й сільськими піснями (авторську частину не повністю з'ясовано). У драматургії автор використовує традиції інтермедії, вертепу і свої знання українського фольклору. Найбільшої популярності свого часу набула Наталка Полтавка, яка виконувалась як аматорськими та мандрівними, так, повною мірою і професійними театрами; відомий драматург і театральний організатор Іван Карпенко-Карий назвав її «матір'ю українського національного театру».
Незабаром виникли і інші подібні вистави, авторами яких були Григорій Квітка-Основ'яненко, автор популярних комедій Сватання на Гончарівці (1835) і Шельменко-денщик, (1837), або козацький генерал Яків Кухаренко (1799/1800–1862), автор етнографічної комедії «Чорноморський побит на Кубані між 1794—1796 роками» (1836). Порівняно з іншими європейськими культурами (у тому числі російської), де цей жанр поступово вийшов з моди, український водевіль впродовж 19 століття мав велику популярність: наприклад, Покійник Опанас, Антона Янковського, «Як ковбаса та чарка, то минеться й сварка» Михайла Старицького або «По ревізії» Марка Кропивницького. Усі ці водевілі широко ставились в різних адаптаціях та музичних редакціях, а окремі пісні і навіть сцени, що не мали жорсткої прив'язки до сюжету — переходили від однієї вистави до іншої.

### Оперета
Проміжним кроком між п'єсою зі співом і оперою в другій половині XIX століття стає оперета. Жанр оперети швидко поширився з Французького двору і на початку 60-х років вже був популярний в німецькому і польському театрах у Львові. З відкриттям у цьому місті професійного українського театру, до жанру оперети звертається Михайло Вербицький, спираючись водночас на традиції українського водевілю. Зокрема, його оперета Підгіряни (1865) придбала велику популярність, а незабаром з'явилися інші твори, наприклад, Сільські пленіпотенті (1879) на тему викупу з праці. Вже «Підгіряни» мають характерні риси української «простонародної» оперети, а українське сільське середовища і народну музику. Інший популярним автором оперет був Сидір Воробкевич, автор оперет «Гнат Приблуда», «Бідна Марта» і «Золотий Мопс».
На підросійській Україні першими зразками оперети можна вважати комічні твори Кропивницького «Пошили у дурні», (1875) і «Вій» (1895) або Володимира Александрова «За Немань іду» (1872) і «Не ходи, Грицю, на вечорниці» (1873). У творах М. Лисенка Чорноморці, Різдвяна ніч (1. версія) і «Наталка Полтавка», народнопісенна оперета наближується до жанру опери і дає поштовх розвитку оперному жанру.
Від своєї появи на початку 1860-х років оперета в українському музичному театрі розвивається впродовж наступних ста років у творчості таких композиторів як Кирило Стеценко, Олексій Рябов, Олександр Білаш, Вадим Гомоляка, Костянтин Данькевич, Вадим Іль'їн, Дмитро Клебанов, Петро Поляков, Олександр Красотов, Всеволод Рождественський, Богдан Крижанівський, Оскар Сандлер, Анатолій Кос-Анатольський, Аркадій Філіпенко, Яків Цегляр, Віталій Губаренко, Левко Колодуб та інші. Вихідцем з України був також російський композитор і автор оперет Ісак Дунаєвський (1900—1955).

## Український музичний театр в Російській та Австрійській імперіях

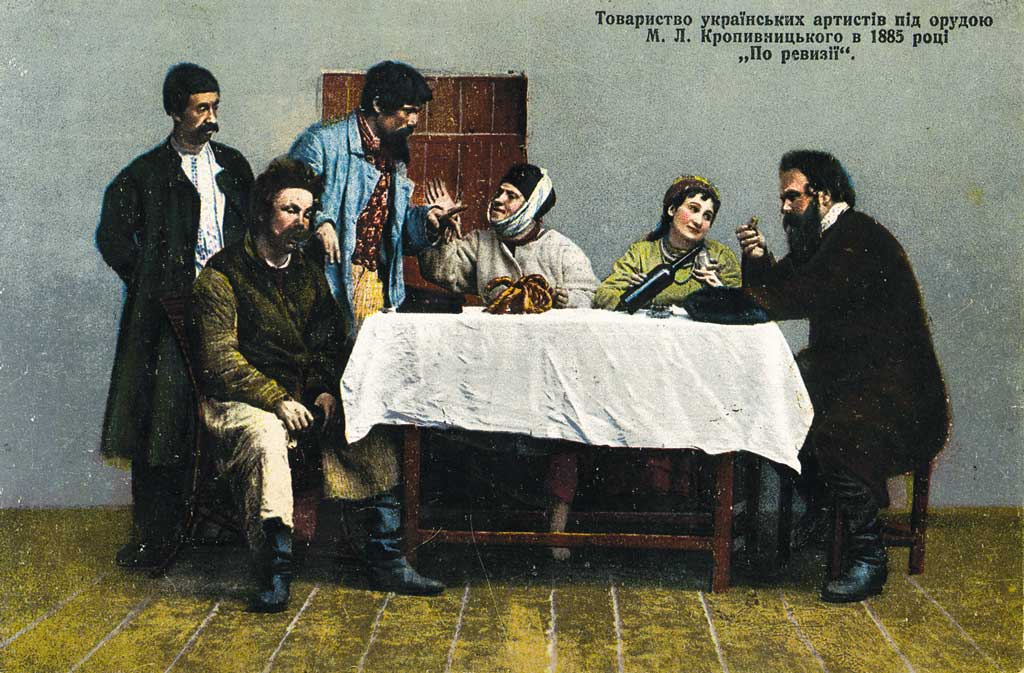
Сцена з мандрівного театру Марка Кропивницького (1885)

Перешкодою у розвитку опери українською мовою на той час лишалась відсутність професійного театру. Для організації постійних театрів, не бракувало української аудиторії: за винятком Полтави у великих українських містах українці були в меншості. Крім того, ставлення царського уряду до української культурної діяльності було переважно негативним. Особливо погіршилося ставлення царату до неросійських національних культур після невдалого польського повстання 1863 року, а в 1876 році Емським указом була заборонені навіть театральні постановки українською мовою (заборона діяла до 1881 року).
Центром української (музично-)театральної культури в цих обставинах став австрійський Львів, де вже в 1864 році був заснований перший постійний український театр, що працював під опікою організації Руська бесіда.
Тільки на початку 1880-х років переслідування української культури було дещо послаблено і в Російській імперії виникає перший професійний україномовний театр — кочовий театр Марка Кропивницького (1882). Театр мав успіх, і невдовзі сприяв виникненню нових кочових театральних компаній — Михайла Старицького, Панаса Саксаганського, Івана Карпенка-Карого і Миколи Садовського. Останньому з них після революції 1905 року вдалося, нарешті, (в 1907 році) створити постійний український театр у Києві.
Практично всі діючі українські театри, аматорські чи професійні, були музично-драматичними і в їх репертуарі переважали постановки з музикою (водевілі, ігри, пісні, оперети або навіть опери — зокрема популярними були опери «Галька» С. Монюшка, Продана наречена Б.Сметани і «Сільська честь» П. Масканьї). Щоправда на той час можливості цих театрів ще не дозволяли здійснювати їм повноцінні оперні постановки. Деякі театри налічували до 30–50 виконавців, оркестри були маленькими — порядку 15 виконавців, а солісти були переважно із числа акторів широкого профілю, тоді як талановиті співаки рано йшли до російських театрів. Навіть театр М. Садовського не володів більшою трупою, хоча його склад постійно оновлювався випускниками заснованої М. Лисенком музично-драматичної школи.
Кількість українських оперних постановок на підконтрольних Російській імперії теренах лишалася незначною і аж до Першої світової війни поступалася постановкам організованим львівським товариством «Руська бесіда», щоправда її плани щодо відкриття власного театру також не вдалося реалізувати.

## Перші опери на україномовні лібрето

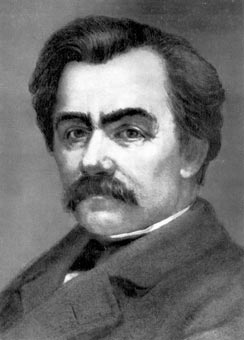
Петро Сокальський

Ситуація в українській театральній справі гальмувала звернення українських композиторів до оперного жанру. Коло можливих тем опер було обмежений не тільки орієнтацією театрів у народні аудиторії, але й царською цензурою, яка толерувала смішні або сентиментальні простонародні казки, але не допускала серйозної соціальної або історичної тематики. Крім того, твори виконувались аматорськими колективами, або, пізніше, професійними акторами, а не вишколеними співаками і без великого оркестру. Внаслідок цього до 1917 року музичні твори фактично не могли потрапити на велику сцену, допоки автор не вирішував написати твір на російський текст. Таким чином, низька опер цього періоду залишились не поставленими, незакінченими або ж тільки в стадії задуму, крім того більшості українським композиторам, відповідно, бракувало володіння оркеструванням й музичною драматургією.
Такою була доля перших опер на українські тексти Петра Петровича Сокальського. Його історична опера Мазепа 1857—1859 років, зображує долю козацького гетьмана Івана Мазепи за поемою О. С. Пушкіна «Полтава», але з практичних та цензурних причин вона не виконується. Українську дійсність в цій опері показано переважно через хори, але в інших відношеннях опера зберігає орієнтацію на італійські традиції, а крім того містить певні драматургічні та композиційні недоліки. Не була поставлена й «Майська ніч», яку Сокальський писав у 1862—1876 роках за оповіданням М. Гоголя. І в цій опері переважає фрагментарність як лібрето (комбінуються тексти народних пісень, Гоголя. Т. Шевченка), так і музичного матеріалу (використовується і селянський, і міський фольклор) . У 1878 Сокальський написав чотириактну оперу на російське лібрето «Осада Дубно» за оповіданням М. Гоголя «Тарас Бульба»; клавір цієї опери було видано 1884 року, проте опера не була поставлена, і позначена еклектизмом.

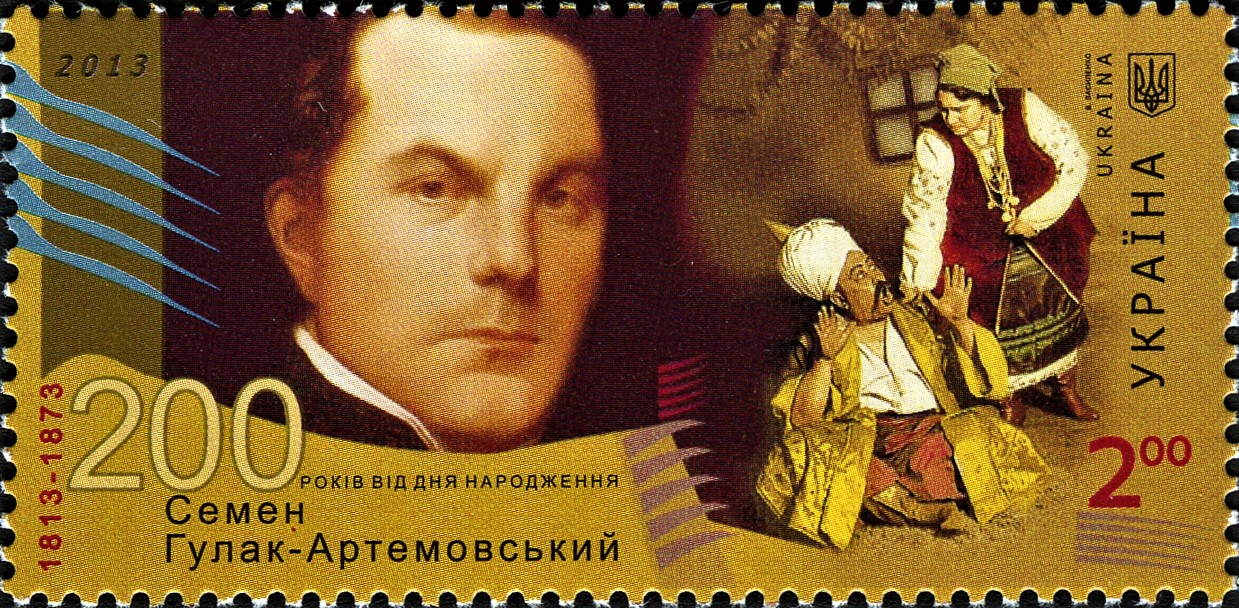
Поштова марка з портретом Семена Гулака-Артемовського і сценою із Запорожця за Дунаєм

Першою оперою на україномовне лібрето, що була поставлена стала Запорожець за Дунаєм Семена Гулака-Артемовського (прем'єра 1863 року в Санкт-петербурзі). Гулак-Артемовський, знаний співак царської опери, написав цю комічну оперу для санкт-петербурзького театру, і сам зіграв в ній головну роль. Велику популярність ця опера отримала після смерті композитора й була поставлена в українському у Львові (1881) та трупою Марка Кропивницького (1884), хоча ряд пісень з опери стали популярними вже в 70-х роках. Запорожець був навіть кілька разів екранізований і донині є невіддільною частиною українського репертуару. Ця опера поєднує елементи західній (особливо італійський), опери з ситуаціями та персонажами українського народного театру і ґрунтується на українському фольклорі. Такий підхід, який продовжив і Микола Лисенко, став на довгий час відправною точкою для української опери взагалі.

## Микола Лисенко

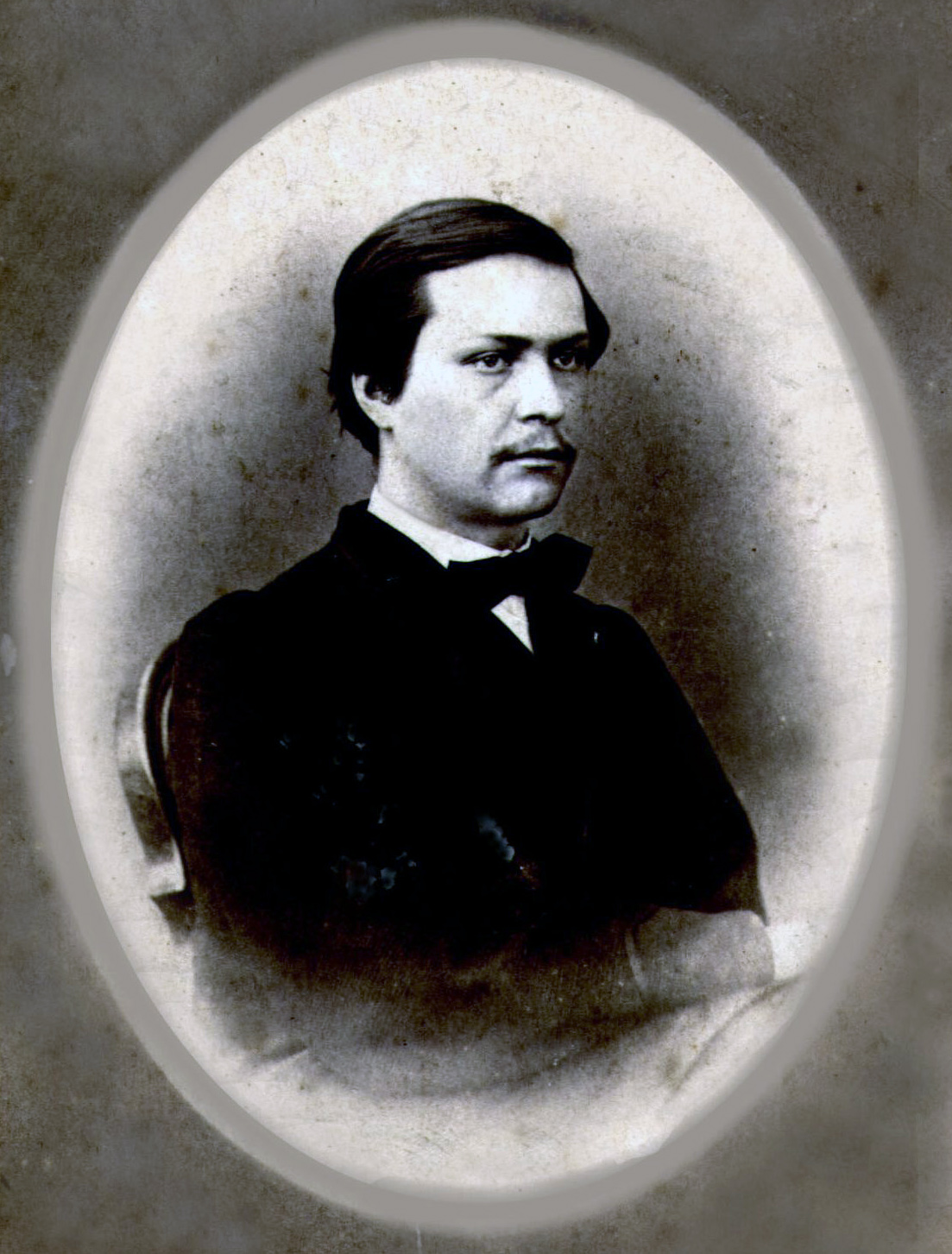
Микола Лисенко в 1865 році

Фактичним засновником української опери вважається Микола Віталійович Лисенко. Вже під час навчання в університетах у Харкові та Києві він почав знайомитися з українською музику, тоді як музичну освіту здобув у консерваторії в Лейпцигу і, пізніше, у Римького-Корсакова в Санкт-Петербурзі (1874—1875). Протягом усього життя він працював з українським фольклором і видав багато томів народних пісень в своїх обробках. Ключову роль для становлення Лисенка як оперного копмозитора зіграла його дружба з Михайлом Старицьким (1840—1904). На його, або підготовлені ним тексти Лисенко написав свої перші роботи: «Андрашіада» (1866—1877) що залишилася не поставленою, «Чорноморці» (1872) та оперету «Різдвяна ніч» (1874) на сюжет Гоголя. Остання в Санкт-Петербурзі в 1874—1875 роки була перероблена на оперу, і вперше поставлена у 1883 році, щойно після скасування Емського указу. На гоголевський сюжет була написана й наступна опера — «Втоплена». У цих творах Лисенко поступово створив модель романтико-комічної опери на теми з життя українській сільській місцевості, з простою дією, але відмітними персонажами й ситуаціями, з докладним зображенням народних звичаїв та обрядів, з розмовними діалогами, пісенними та хоровими музичними і танцювальними номерами, ґрунтованими на українській народній музиці, інколи через пряме цитування, інколи через стилізацію, але завжди у професійній музичній обробці.
Найбільшої популярності, однак, здобуло Лисенкове опрацювання водевілю Котляревського «Наталка Полтавка" (1889). Ця опера залишається найчастіше виконуваною поміж творів М. Лисенка і зараз. Пізніше М. Лисенко звертається до жанру історичної опери. «ТарасБульба» (1880—1891) стала першою українською оперою в традиціях західноєвропейської великої опери. Показово, що українського театру, що міг би її інсценувати на той час не існувало, проте компзитор відмовився надати цю оперу для професійного виконання російською мовою, оскільки був свідомий того, що в цьому випадку опера втратила би своє символічне значення, як національна опера, і стала просто черговою народнопісенною цікавинкою. Таким чином, Тарас Бульба за життя композитора так і не була інсценована. Приблизно в той же час Лисенко написав три дитячі опери («Коза-дереза», «Пан Коцький» і «Зима і Весна») для дитячих гуртів бард і на основі народних казок і мелодій; заснувавши тим самим традицію української музичної педагогіки.
У пізній період життя Лисенко шукав нові шляхи розвитку фольклорноо напрямку. У 1896—1904 роки він працював над оперою «Сапфо» на давньогрецьку тематику і з використанням давньогрецьких ладів, однак, так і не закінчив. Сатерична опера Енеїда (1910) близька до оперет Жака Оффенбаха і містить їдку пародію на самодержавство, численні фольклорні сцени (олімпійські боги танцюють гопака, а троянці — козачка). Останнім твором Лисенка став «Ноктюрн» (1912), що поетично відображає контраст старого романтичного світу, що минає, і сучасного. що надходить.

## Сучасники й наступники Лисенка

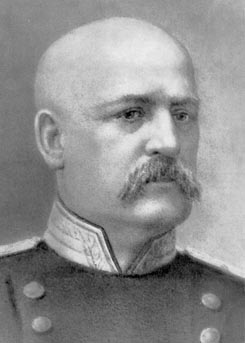
Микола Аркас

Одночасно з Лисенком в кінці ХІХ і на початку ХХ століття виступав ряд інших композиторів. Надалі створюються пісенні опери з розмовними діалогами на етнографічні теми, однак поступово з'являлися й інші форми й теми, а українська народна музика, все менше цитується, але більше подається у творчій переробці. З початку ХХ століття деякі автори відмовляються від етнографічної лінії і звертаються до типових для цього часу елементів декадансу і космополітизму. Разом з відмова від українських сюжетів деякі автори з України відмовлялися і від української мови, як мови лібрето — сприяла тому і більша розвиненість російських театрів.
Тим не менш, переважали історичні та сільська теми, які композитори брали, зокрема, з творів Тараса Шевченка і М. В. Гоголя. Так, опера львівського композитора Анатоля Вахнянина «Купало» (1870—1892), що поєднує вплив західноєвропейської опери з етнографічним інтересом до західноукраїнського фольклору, вперше була поставлена лише 1929 року в харківському оперному театрі. Більше пощастило Борису Підгорецькому: його опера «Купальна іскра» була поставлена 1901 року в Києві. Натомість вже наступну свою оперу Підгорецький — «Бедная Лиза» — Підгорецький писав на російськомовне лібрето за однойменною оповіддю Миколи Карамзіна. і ця опера не була поставлена.
Долучився до написання російської опери також вихідець з України Георгій Козаченко (1858—1939), учень Римського-Корсакова. Будучи хормейстером Маріїнського театру в 1892 році, він зміг поставити там свою оперу «Князь Серебряний» на тему однойменної прози Олексія Толстого; а в 1902 — українську лірико-комічну оперу «Пан сотник» за віршем Тараса Шевченка «Сотник». Микола Тутковський (1857—1931) став автором російськомовної опери «Буйний вітер». Павло Синиця (1879—1960) написав оперу «Життя — це сон» за драмою Педро Кальдерона де ла Барка, та не закінчив оперу «Наймичка» за однойменною поемою Шевченка.
Плідною була творчість Бориса Яновського (1875—1933), який став автором десяти опер, серед них «Суламіф» (1908/1920).
Винятково українській оперній творчості присвятив себе Кирило Стеценко (1882—1922). Його дві головні опери — «Бранка» (1902—1904) і «Кармелюк» (1905—1911), а також незакінчена моноопера «Іфіґенія в Тавриді» (1907—1922) за драмою Лесі Українки. Галицький композитор Денис Січинський (1865—1909) написав на східний сюжет оперу «Роксоляна», (1908, прем'єра і після смерті композитора в 1911 року), яка за своєю екзотичною тематикою (доля дружини султана Роксоляни) та орієнтацією на велику західноєвропейську історичну оперу розширила масштаби української опери і здобула значної популярності. Ярослав Лопатинський (1871—1936) створив у 1906 році оперу «Еней на мандрівці», (прем'єра 1911) за поемою Івана Котляревського, тобто на той же сюжет, який незабаром для своєї «Енеїди» використовував і Лисенко.
Микола Аркас став автором опери «Катерина» (1890, прем'єра в 1899 році), власне лібрето за однойменним віршем Тараса Шевченка), в якій чергуються українські пісні та розмовні діалоги, а сюжет оснований на сільському житті. Втім новизна цієї опери для українського жанру — у зверненні до трагічної тематики, що дозволяє згадати, вже добре відому на той час «Гальку» Станіслава Монюшка.
Деякі з послідовників Лисенка, приділили у своїй діяльності увагу також дитячим операм: так, Володимир Сокальський (1863—1919) написав дитячу оперу «Ріпка», (1898) , а Кирило Стеценко — опери «Івасик-Телесик» і «Лисичка, котик і півник». Оперу за казкою Г. К. Андерсена «Снігова королева» («Фея снігів», 1911) створив Федір Якименко (1876—1945).

## Часи Української держави та «українізації» (1917—1932)
Розпад Російської імперії та становлення Української держави відкрили нові можливості розвитку українського оперного мистецтва. Гетьманська адміністрація зайняла послідовну і конкретну позицію на ниві культурної розбудови, про що свідчить й Постанова Ради міністрів про мобілізацію літературних, наукових, артистичних і технічних сил України У серпні 1918 року були перекладені українською мовою опери: «Галька», «Фауст», «Травіата», «Черевички», «Казки Гофмана», «Богема», «Продана наречена», «Русалка», «Сільська честь», «Жидівка», «Мадам Батерфляй». Вітчизняна преса писала, що українська державна опера має всі підстави і потенціал стати одним із найкращих театрів свого часу, разом з тим застерігаючи, що «українська державна опера не повинна повторити історію петроградських державних театрів, котрі давали чужу людності й громадянству культуру…» Ними наголошувалося, що слід «організувати справу опери художньо сильної, національної і культурної». 1919 року був заснований Державний український музично-драматичному театрі в Києві, на чолі якого стояв великий авангардний режисер Лесь Курбас. Зокрема, тут ставили оперу «Утоплена» М. Лисенка.
Поразка України у війні проти Радянської Росії визначила складну долю українського музичного мистецтва, і зокрема опери у XX столітті. Позиція більшовиків щодо опери коливалася від цілковитого засудження, як «буржуазного» жанру (пролеткульт вважав оперу «ганьбою диктатури пролетаріату») до прагнення її наближення до робітничих мас (зокрема, Анатолій Луначарський вважав оперний театр «найбільш пролетарськішим» за суттю і найнеобхіднішим для пролетаріату Вже в 1919 році на окупованих радянською Росією територіях всі театрі були націоналізовані, а в Києві було утворено російськомовний Державний оперний театр Карла Лібкнехта. Театри організовувались хаотично в різних містах (Полтава, Житомир, Запоріжжя, кочові театри), наражаючись, однак, на значні організаційні та фінансові перешкоди, і незабаром припиняли існування.

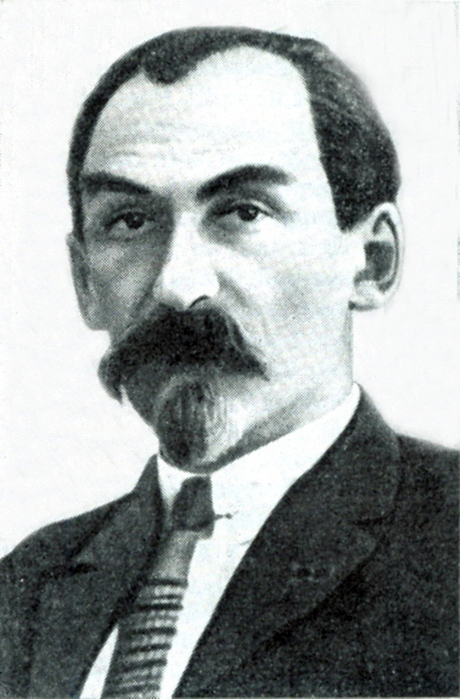
Микола Скрипник, ініціатор «українізації» культури в радянській Україні

У 1920-ті роки під контролем держави оновлюються оперні театри в Києві, Одесі та Харкові. У репертуарі — класичні твори, що виконуються російською мовою. Кращою якістю і новизною постановок відрізнявся Одеський театр, де працював режисер В. А. Лоський (1919—1920). Натомість український музичний театр, який припинив свою діяльність із захопленням Києва військами Денікіна так і не відновив роботи. Не були зреалізовані й плани створити українську оперу в Харкові — тодішній столиці української республіки. Постановки деяких творів українською мовою («Галька» і «Сільська честь» в Києві, «Галька» і «Травнева ніч» в Одесі, «Катерина» і «Галька» в Харкові) спочатку не мали значного успіху: бракувало власне українських творів, придатних для великої сцени, а також якісних перекладів.
У середині 1920-х років в СРСР розпочинається політика коренізації. В Україні ця політика здійснювалася під керівництвом Миколи Скрипника, і українізація оперних театрів стала невід'ємною її частиною. Знаковою подією стала прем'єра у Харкові опера М. Лисенка Тарас Бульба 3 жовтня 1924 року. Завдяки успіху цієї постановки, 23 квітня 1925 року Рада народних комісарів СРСР ухвалила рішення про створення Державного українського оперного театру в Харкові, який було відкрито 3 жовтня 1925 оперою, щоправда, російського композитора М. Мусоргського Сорочинський ярмарок. Вже в наступному році були реорганізовані і «українізовані» також оперні театри у Києві й Одесі.
На рубежі 20-х і 30-х років мережу державних театрів доповнили кочові театри: державні колективи, завданням яких була давати оперні спектаклі по невеликих містах. 1928 року був створений у Полтаві Державний робітничий оперний театр (ДРОТ), проте у 1931 році цей театр переселився до Дніпропетровська. 1929 року, було створено Державний український правобережний театр з базою у Вінниці. Нарешті, з 1930-х роках виникла Кочова українська опера з базою в Херсоні і Державний український лівобережний театр з базою в Полтаві.
Постановки раннього радянського театру характеризувались експериментальними та авангардними технологіями, властивими експресіонізму або конструктивізму; вони знайшли велике застосування і в українських оперних сценах. Значний вплив на оперну естетики тоді справив драматичний режисер Лесь Курбас і його театр «Березіль», який заперечував дореволюційний сентименталізм і поверхневий реалізм.

### Новий репертуар
Перешкодою для швидкого розвитку українського оперного театру була бідність вітчизняного репертуару. При цьому деякі опери, як наприклад «Тарас Бульба» Лисенка або «Купало» Вахнянина, які неможливо було інсценувати у передреволюційні роки, у новій соціальній ситуації виглядали застарілими (так, композитор Борис Яновський назвав оперу «Тарас Бульба» «старомодною, блідою музикою»).. В той же час такі композитори як Людкевич, Стеценко, Ярославенко і надалі працювали в старому, лірико-психологічної стилі. Радянське керівництво, однак, вимагало «більшовизації» і «пролетаризації» мистецтва, «тотальної ідеологізації мистецького життя країни», а митців розглядало «працівниками ідеологічного фронту». Комуністична партія, вимагаючи від художніх творів, насамперед, відображення класової боротьби і зосередження на масовому, а не індивідуальному. Психологічні та філософські розвідки мали поступитися єдино правильному оптимістичному світогляду. Окремі дискусії 1920-х років щодо пристосування до нових вимог часу спонукали митців до ряду експериментів, і, навіть до появи серйозних та новаторських опер, проте з початку 1930-х років почала переважати стереотипність і шаблонність як лібрето, так і музики.
Партійне керівництво намагалося мотивувати композиторів примножували репертуар творами, що відповідали би ідейному завданню, спираючись на радянську сучасність та окремі епізодів національного минулого. Стимулом для авторів було те, що нові опери ставилися одразу ж, і часто кількома театрами. Про культурну політику країни свідчать плани державних закупівель харківського оперного театру, що включали й роботи українських літературних класиків (Шевченка, Франка, Лесі Українки).
Першими, й досить невдалими зразками опер на сучасні революційні теми стали «Іскри» Розентура і «Вибух» Бориса Яновського, поставлені в 1927 році в Києві і Харкові. В ліричному дусі була вирішена опера «Яблуневий полон» О. Чишка (1931). Опери на теми соціалістичного будівництва писав молодий В. Йориш (1899—1945): «Бур'ян» і «Поема про сталь», (1932); проявляється в них присутні сп'яніння «музикою машин». Спільною рисою цього репертуару був швидкий, калейдоскопічний сюжет, натхнений кінематографічною манерою оповіді (іноді фільми безпосередньо включались до постановки). Драматургічний акцент був зроблений на колективного героя, що передбачало істотну роль хору, тоді як головним персонажам приділялося відносно небагато уваги на користь численних побічних персонажів. Від співаків замість «бельканто» вимагалася, перш за все, акторська гра.
Кращі роботи цього типу написав Володимир Фемеліді (1905—1931). Його опера «Розлом», на тему Кронштадтського повстання (прем'єра 1929 року в Одесі) — це музична драма, заснована на декламованих діалогах і стилізаціях, які тонко передають тон тогочасної революційної риторики. Для характеристики окремих шарів автор використовують різні музичні стилі — від фольклору через салонний міський романс до революційної масової пісні. Фемеліді помер перед завершенням своєї другої опери «Цезар і Клеопатра» за Бернардом Шоу.

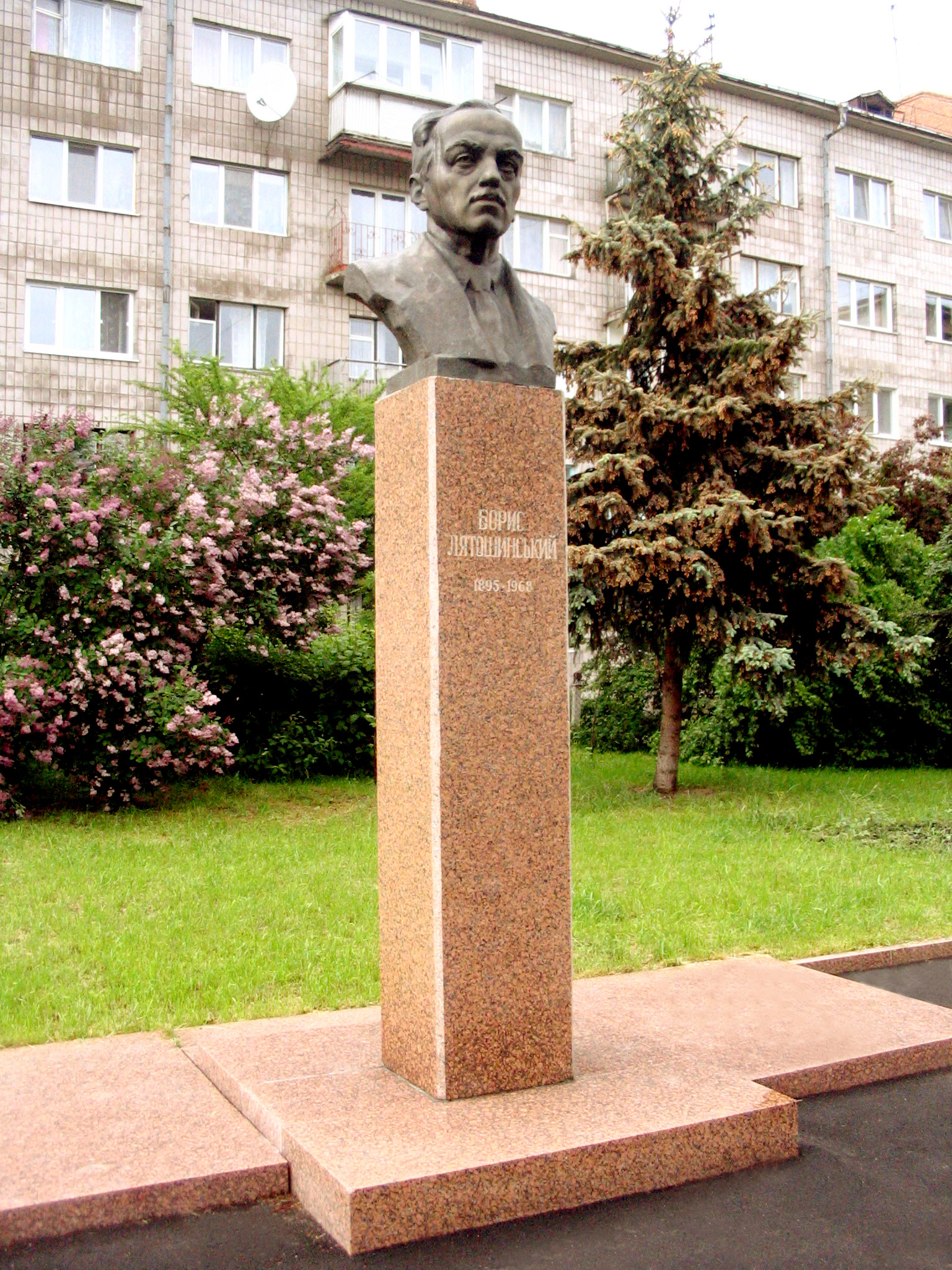
Пам'ятник Борису Лятошинському в його рідному Житомирі

На історичні теми були створені такі опери, як наприклад, «Кармелюк» (1930) Віктора Косенка (1896—1938) та однойменна опера В. Йориша, про що оповідає про лідера селянського повстання на Поділлі у першій третині XIX століття. В.Золотарьов у своїй одноактній опери-думи «Хвесько Андибер» (1927) вперше ужив українські думи і звернувся козацького середовища. Тим же шляхом і з більшим розмахом пішов Б. Яновський у своїй опері «Дума Чорноморська» (1928), дія якої відбувається у часи турецького полону козаків, але на відміну від знаменитого Запорожця за Дунаєм вирішена в серйозному ключі, музичний стиль спирається на традиції російської класики та Джузеппе Верді, якому партитуру присвячено.
Найяскравішим взірцем української історичної опери стала опера Бориса Лятошинського Золотий обруч (1930) за повістю Івана Франка. Лібрето поєднує історичну та соціальну тематику з міфологією, таке поєднання знаходить своє втілення і в музичній мові, що органічно сполучає сучасні на той момент засоби виразності музичної з архаїкою українського фольклору. Опера побудована як музична драма, має розгорнуту систему Лейтмотивів. В історії української опери є Золотий обруч також першим характеристичним представником «симфонічної опери», тобто опери з багатим використанням оркестрових засобів. Ця опера постала наприкінці епохи творчих експериментів, проте наступ на свободу творчості в епоху сталінізму зумовив її коротке сценічне життя.

## Доба Незалежності
З 1990-х років український оперний театр працює в умовах тиску ринкової економіки, і з цієї причини концентрується на популярному світовому репертуарі і лише обмеженому колі класичних українських творів XIX століття. З вітчизняних творів радянської епохи в репертуарі збереглося лише кілька творів на історичну тематику: «Ярослав Мудрий» Г. Майбороди, «Богдан Хмельницький» К. Данькевича, і «Вкрадене щастя» Ю. Мейтуса. Творчість сучасних композиторів, натомість, на оперній сцені представлена лише камерними операми. Так, були поставлені опери В. Губаренка «Згадайте, братія моя!…» (1992, на слова Т. Шевченка), «Самотність» (1994, за П. Меріме) і «Монологи Джульєтти», (1998, за В. Шекспіром),, опери Кармели Цепколенко «Портрет Доріана Грея» (1990) і «Між двох вогнів» (1994), камерна опера Олександра Козаренка «Година покаяння» (1997), опера Л. Колодуба «Поет» (написана в 1988 році, прем'єра 2001, про Т. Шевченка) та «Сільська опера» Є. Станковича, вперше поставлена 2011 року у Тюмені.

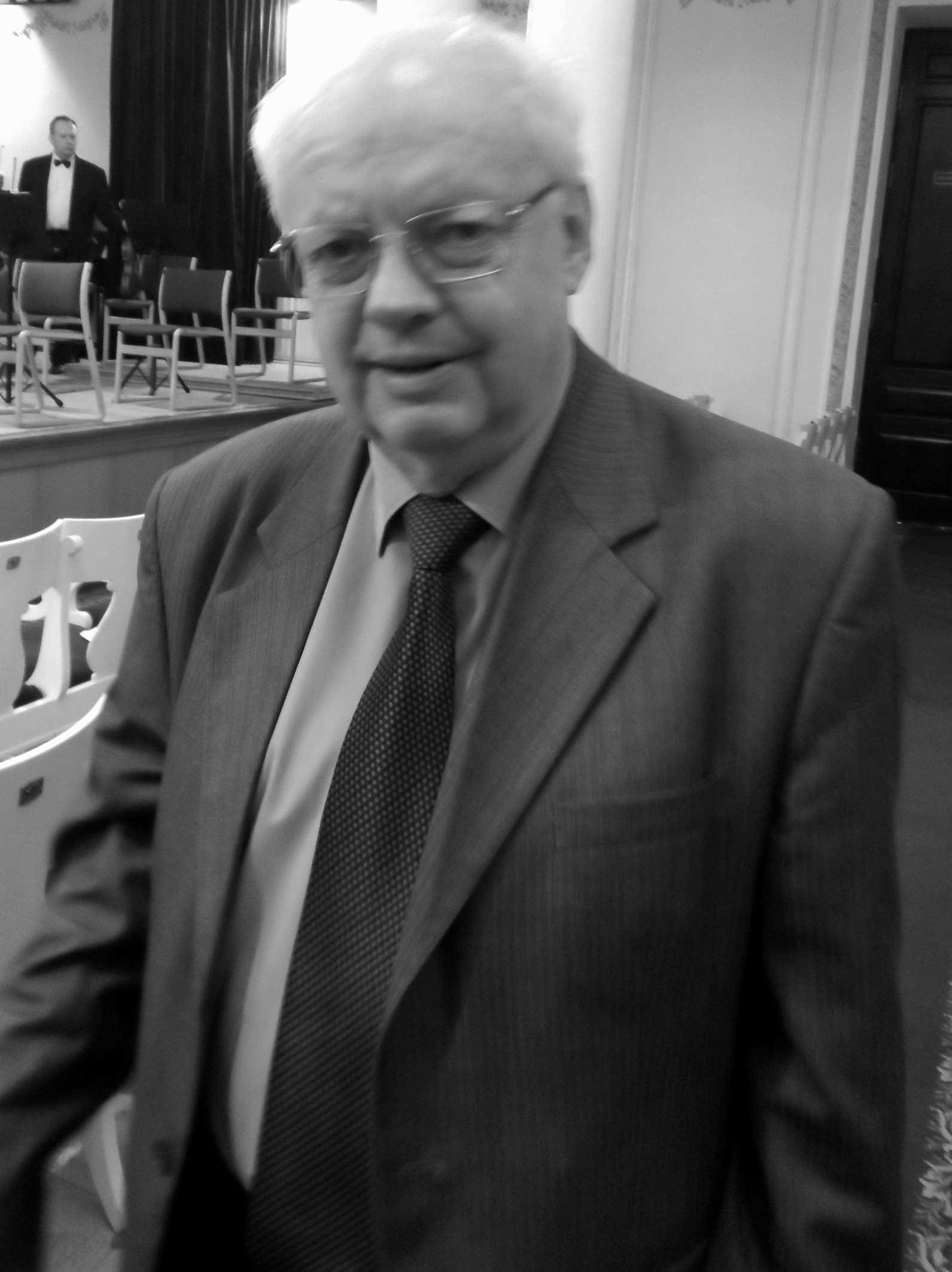
Мирослав Скорик

В концертному виконанні у 2011 році відбулася прем'єра опери Євгена Станковича «Коли цвіте папороть», заборонена у 1978 році цензурою. Сценічну постановку твору здійснив Львівський національний академічний театр опери та балету імені Соломії Крушельницької у 2017 році. Концертною прем'єрою обмежились при виконанні єдиної опери В. Бібіка — «Біг» за однойменною п'єсою М.Булгакова (1972/1984). В концертному виконанні була представлена і нова «опера-драма» В. Кирейка «Бояриня» (написано 2003, прем'єра 2008 року) за однойменною драмою Лесі Українки. У Сполучених штатах працює Вірко Балей (нар. 1938), який написав оперу «Голодомор» (1985—2022) про трагічні події історії України. Концертна прем'єра камерної версії опери відбулася в Лас-Вегасі в лютому 2013 року і того ж таки року представлена в Києві. В 2011 році в Харківському театрі опери та балету була поставлена опера Олександра Щетинського «Бестіарій». У 2015 у Відні силами солістів віденських театрів і Ансамблю Вінер Колаж була поставлена опера Щетинського «Перерваний лист» за творами Т. Шевченка.
Опера «Мойсей» Мирослава Скорика написана з нагоди візиту папи римського Іоанна Павла II до України в 2003 році. Ця опера була інсценована на двох оперних сценах — у Львові та в Києві і залишається репертуарі. Ця постановка стала можливою завдяки тому, що більшу частину витрат взяв на себе безпосередньо Ватикан.
У 2021 помітними подіями стали постановки опери Івана Небесного «Лис Микита» у Львівській національній опері і опери Алли Загайкевич «Вишиваний. Король України» у Харківській національній опері.

## Оперні театри України
У даний час діє в Україні сім оперних театрів:
- Національна опера України імені Тараса Шевченка в Києві. Перший міський театр був побудований у 1804—1806 роки, будівля була замінена новою спорудою 1856 р., і поточна будівля (після пожежі 1896 року) у 1898—1900 роки.[11][12]
- Харківський національний академічний театр опери та балету імені Миколи Лисенка. Сучасна постмодерністська будівля 1991—1992 років, в історичній будівлі (1884—1885) розташовується Харківська філармонія.[9][10]
- Одеський національний академічний театр опери та балету. Перший міський театр був побудований 1810 року. Сучасна будівля зведена у 1884—1887 роках після того, як перша згоріла у 1873 році.[13][109]
- Львівський національний академічний театр опери та балету імені Соломії Крушельницької діє у будівлі колишнього польського оперного театру, зведеного в 1897—1900 роки.[6][110] Будівля колишнього міського театру, побудована 1842 року графом Станіславом Скарбеком, тепер функціонує під назвою Національний академічний український драматичний театр імені Марії Заньковецької.[7]
- Донецький академічний державний театр опери та балету імені Анатолія Солов'яненка. Розташований в будівлі, зведеній 1941 року[111]. З 2014 р. через російське вторгнення в Україну знаходиться на тимчасово окупованих територіях.
- Дніпропетровський академічний театр опери та балету (Дніпро). Відкритий у 1974 році і розташований у сучасній будівлі.[112]
- Київський муніципальний академічний театр опери та балету для дітей та юнацтва. Заснований у 1982 році.[113]

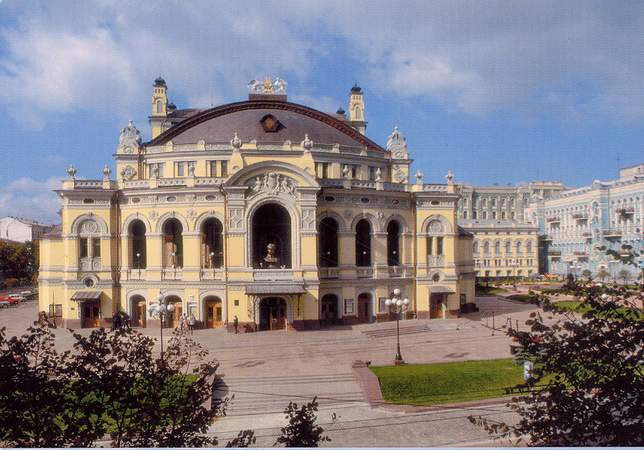
Національний академічний театр опери та балету України імені Тараса Шевченка
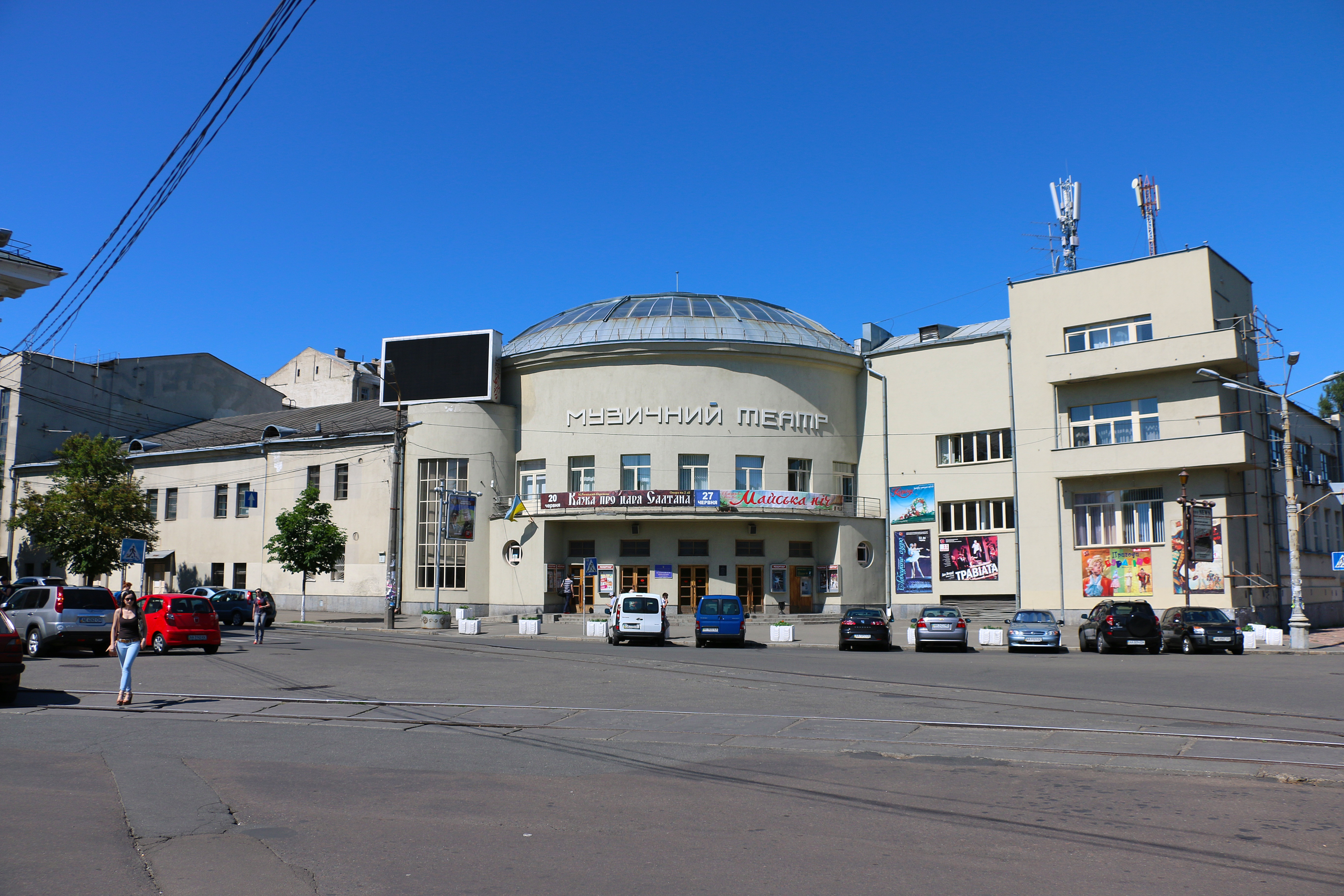
Київський муніципальний академічний театр опери та балету для дітей та юнацтва
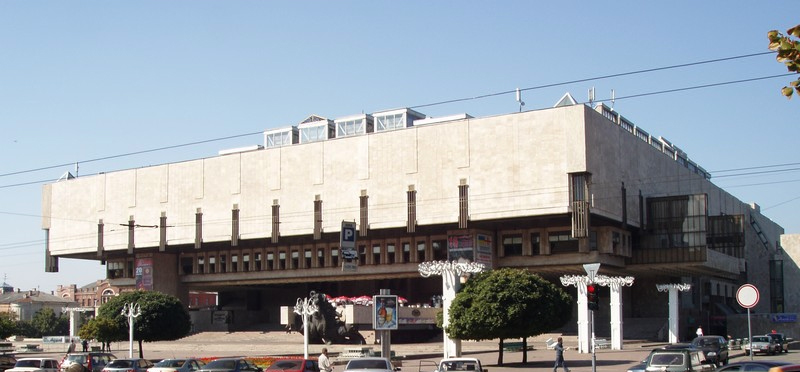
Харківський національний академічний театр опери та балету імені Миколи Лисенка
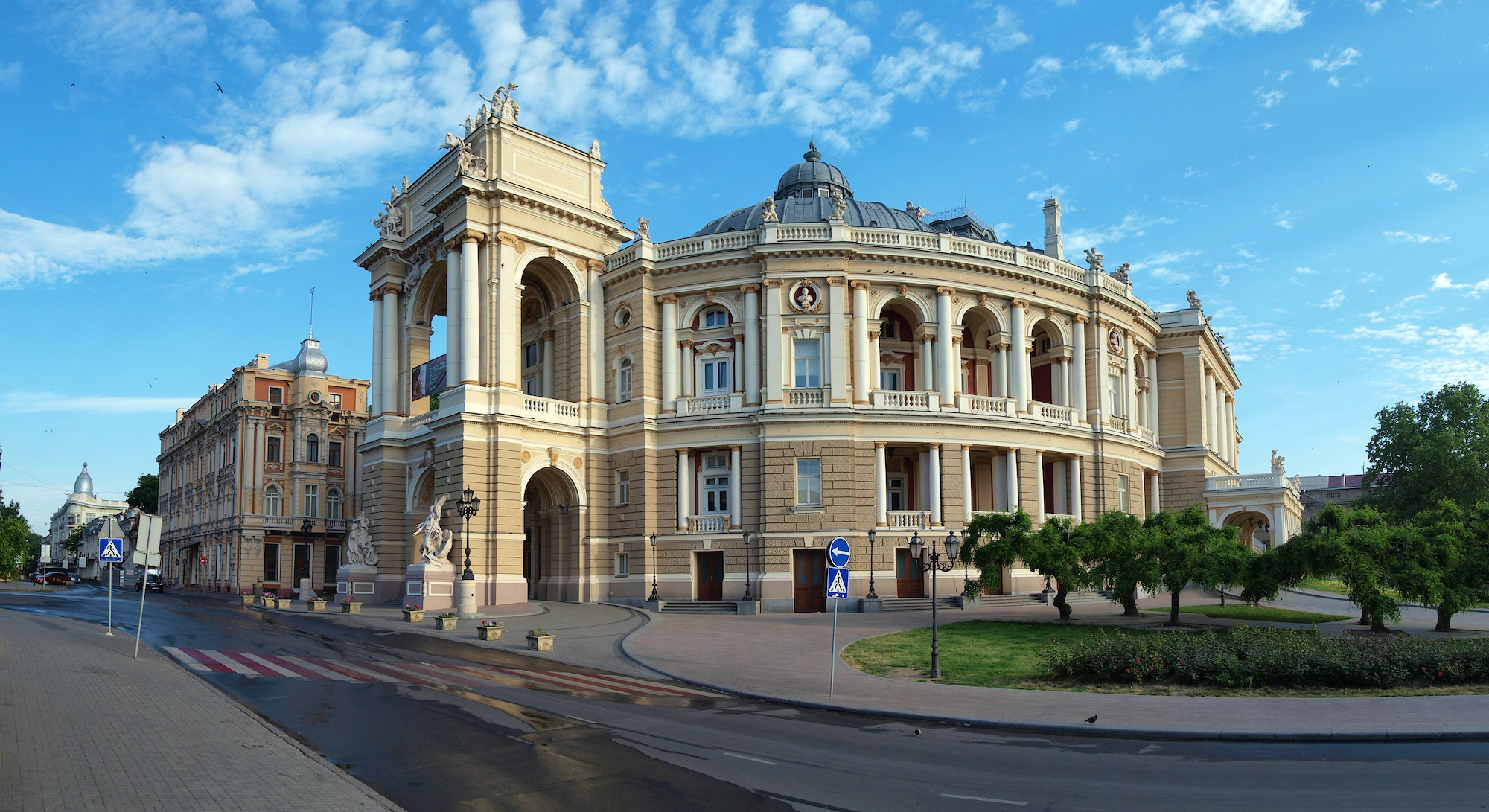
Одеський національний академічний театр опери та балету
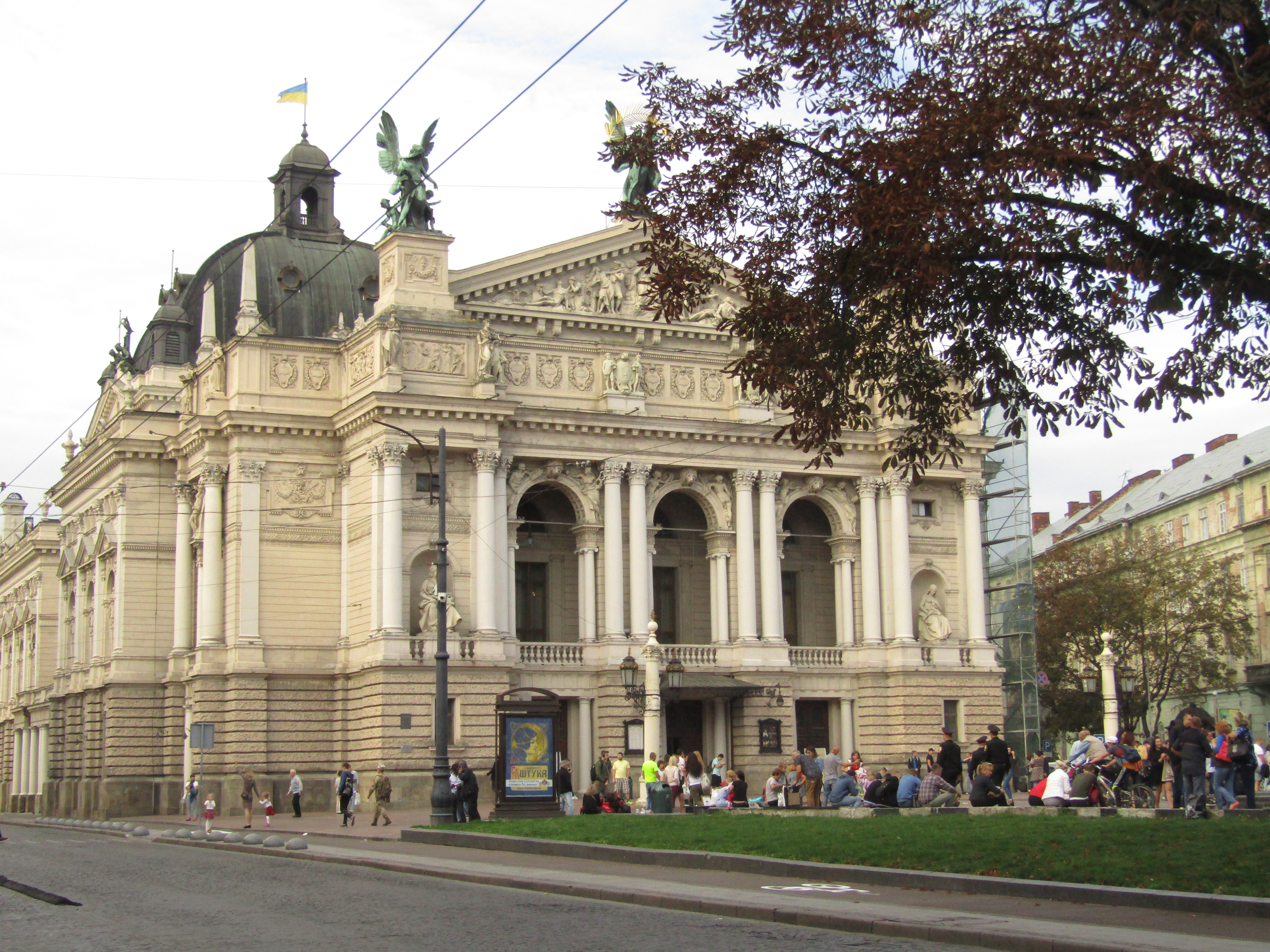
Львівський національний академічний театр опери та балету імені Соломії Крушельницької
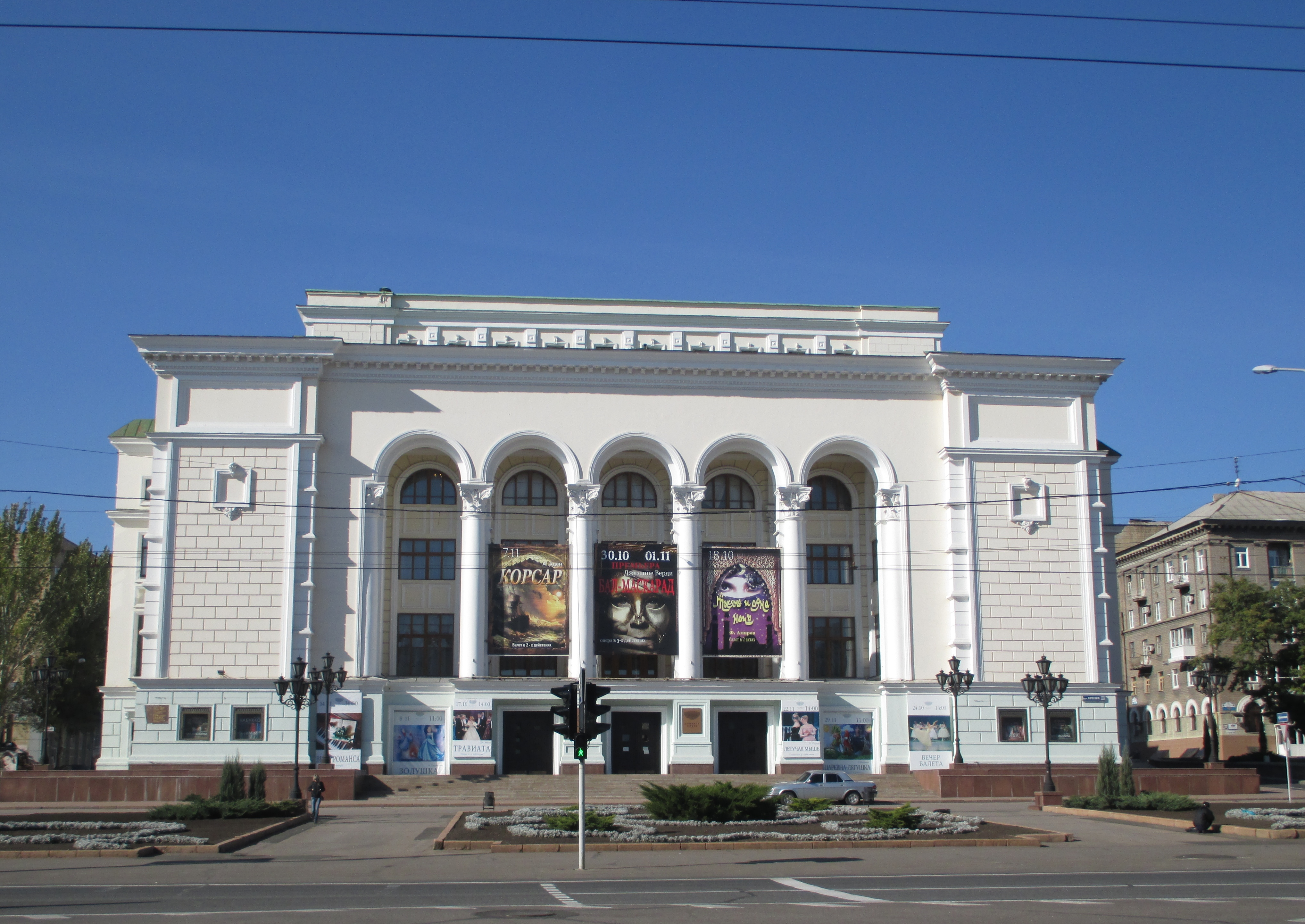
Донецький академічний державний театр опери та балету імені Анатолія Солов'яненка
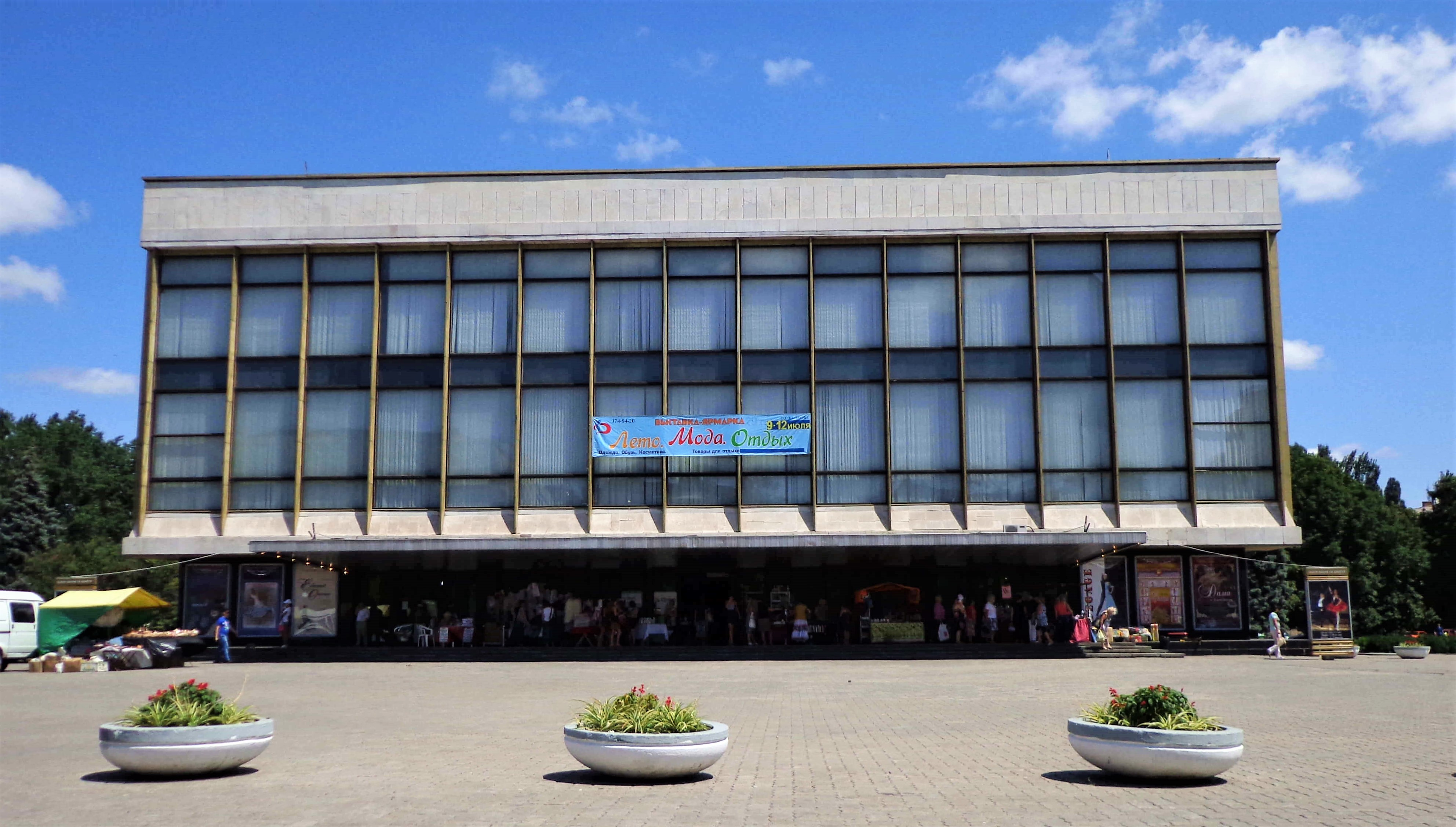
Дніпропетровський академічний театр опери та балету